# Rue des Mignottes
La rue des Mignottes est une voie du 19e arrondissement de Paris, en France.

## Situation et accès

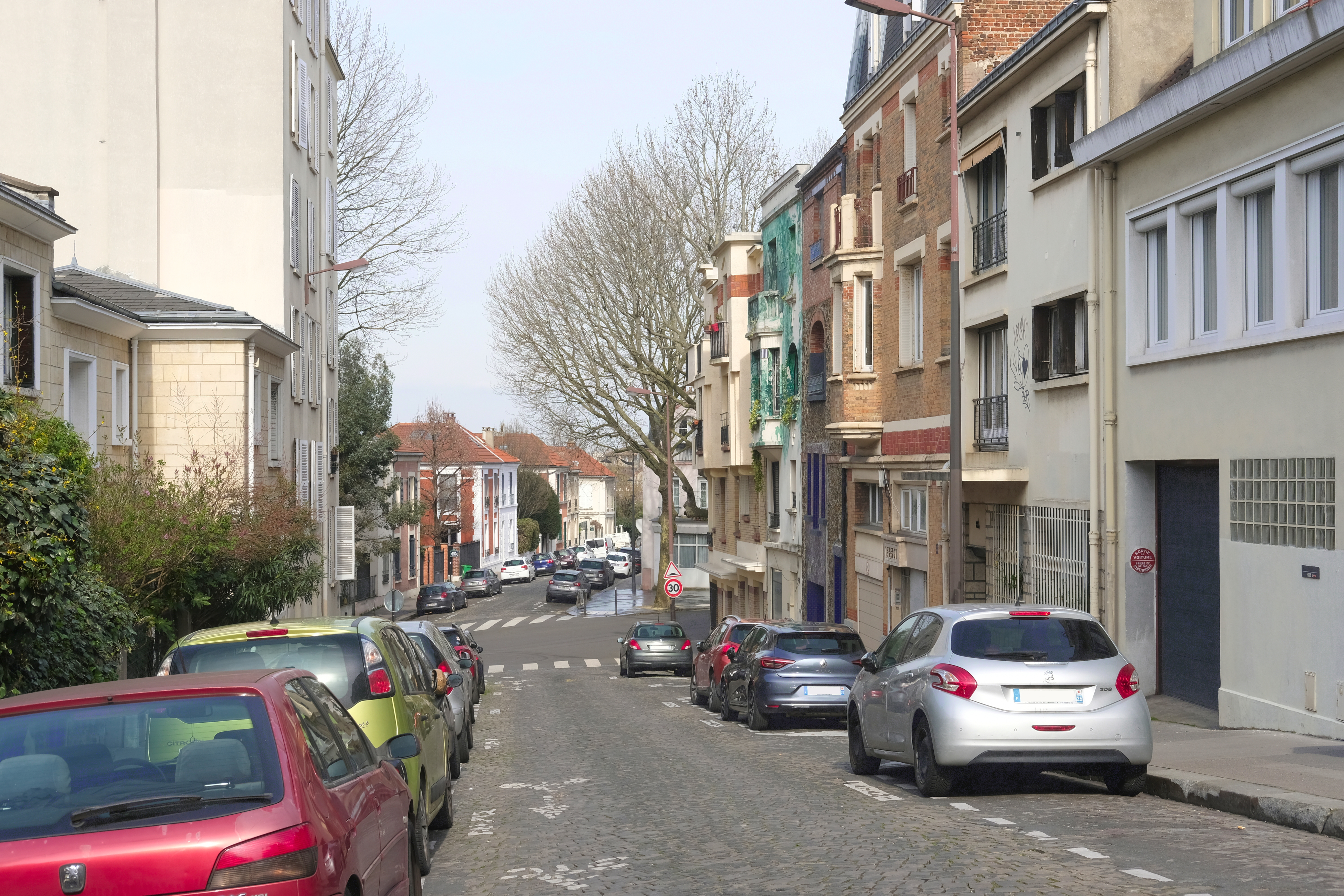
La rue des Mignottes vue depuis la rue Compans.

La rue des Mignottes est une voie publique située dans le 19e arrondissement de Paris. Elle débute au 86, rue Compans et se termine au 14-14 bis, rue de Mouzaïa.

## Origine du nom
Son nom rappelle le lieu-dit « des Mignottes », une petite fleur appelée mignonnette. 

## Historique
Cette rue de l'ancienne commune de Belleville,  qui existait déjà en 1836 fut appelée « Menguy » vers 1890, puis « des Mignottes prolongée » vers 1899, la rue des Mignottes étant à cette époque la rue Arthur-Rozier actuelle . Elle prend sa dénomination actuelle et est classée dans la voirie parisienne par un arrêté du 9 juin 1931.

## Bâtiments remarquables et lieux de mémoire
- Les peintres Christian Caillard et Eugène Dabit travaillèrent ensemble, à partir de 1920, dans un petit atelier situé rue des Mignottes[3].